# Odenplan
Odenplan  est une place du quartier de Vasastaden, à Stockholm en Suède.

## Situation
Odenplan est depuis longtemps une plaque tournante importante pour les transports publics. 
De nos jours, elle se trouve le long de nombreuses lignes de bus importantes et, en outre, la station de métro Odenplan et la gare d'Odenplan (sv), desservant le trafic ferroviaire local, se trouvent sous la place.
La gare d'Odenplan a été inaugurée en juillet 2017 et, dans le cadre du projet Keskustarata, toute la place avec des matériaux de surface a déjà été rénovée et un nouveau pavillon d'entrée a été construit.
La bibliothèque publique de Stockholm, l'église Gustave Vasa et le jardin de l'observatoire de Stockholm se trouvent à proximité de la place.

## Cinéma
Odenplan a été représenté dans le thriller de 1976 Un flic sur le toit, dans lequel un hélicoptère s'écrase sur la place. Il apparaît également dans le générique d'ouverture du film Vuxna människor de 1999.

## Étymologie
Odenplan doit son nom au vieux dieu nordique Odin.

## Galerie

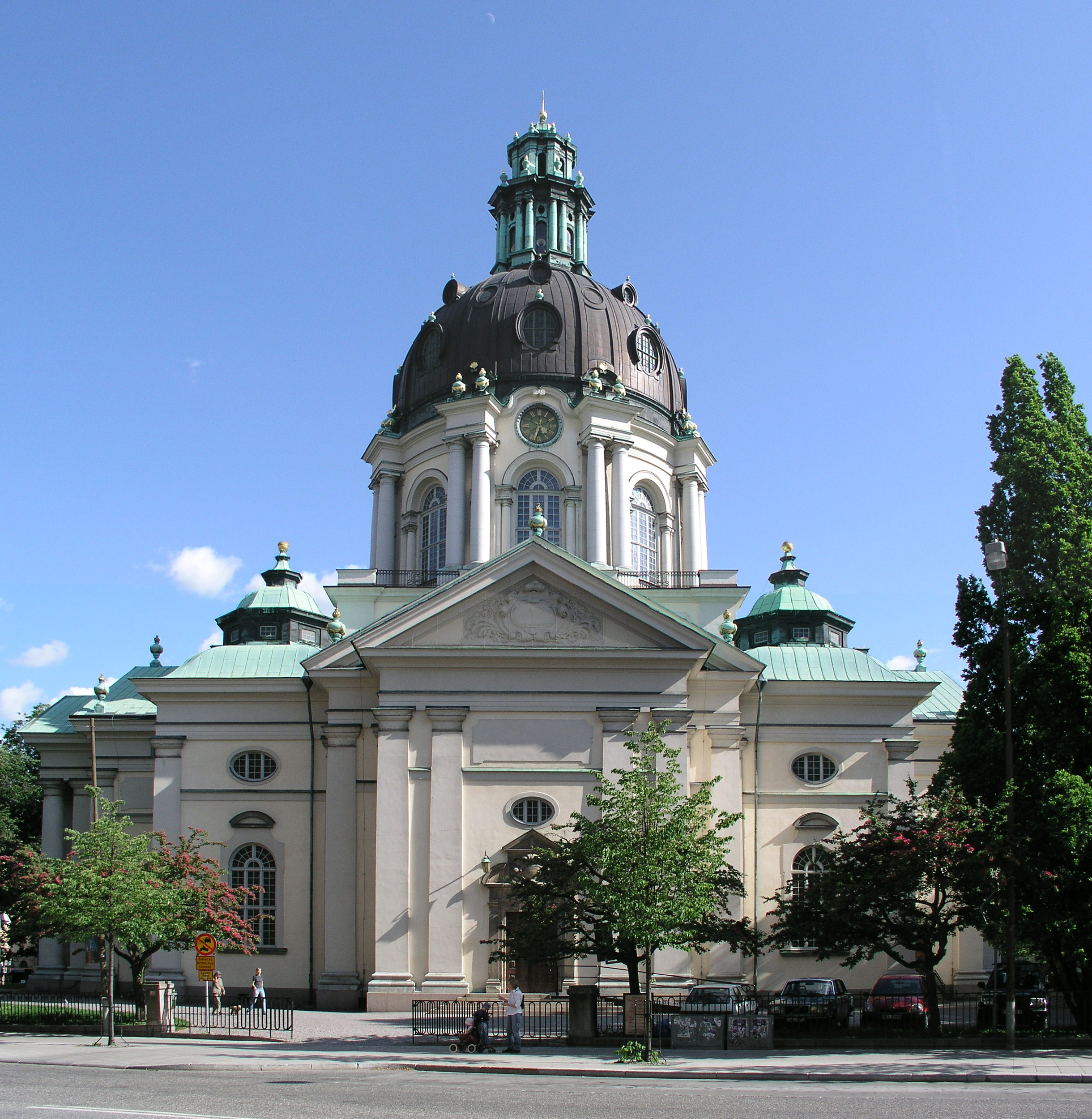
Église Gustave Vasa.
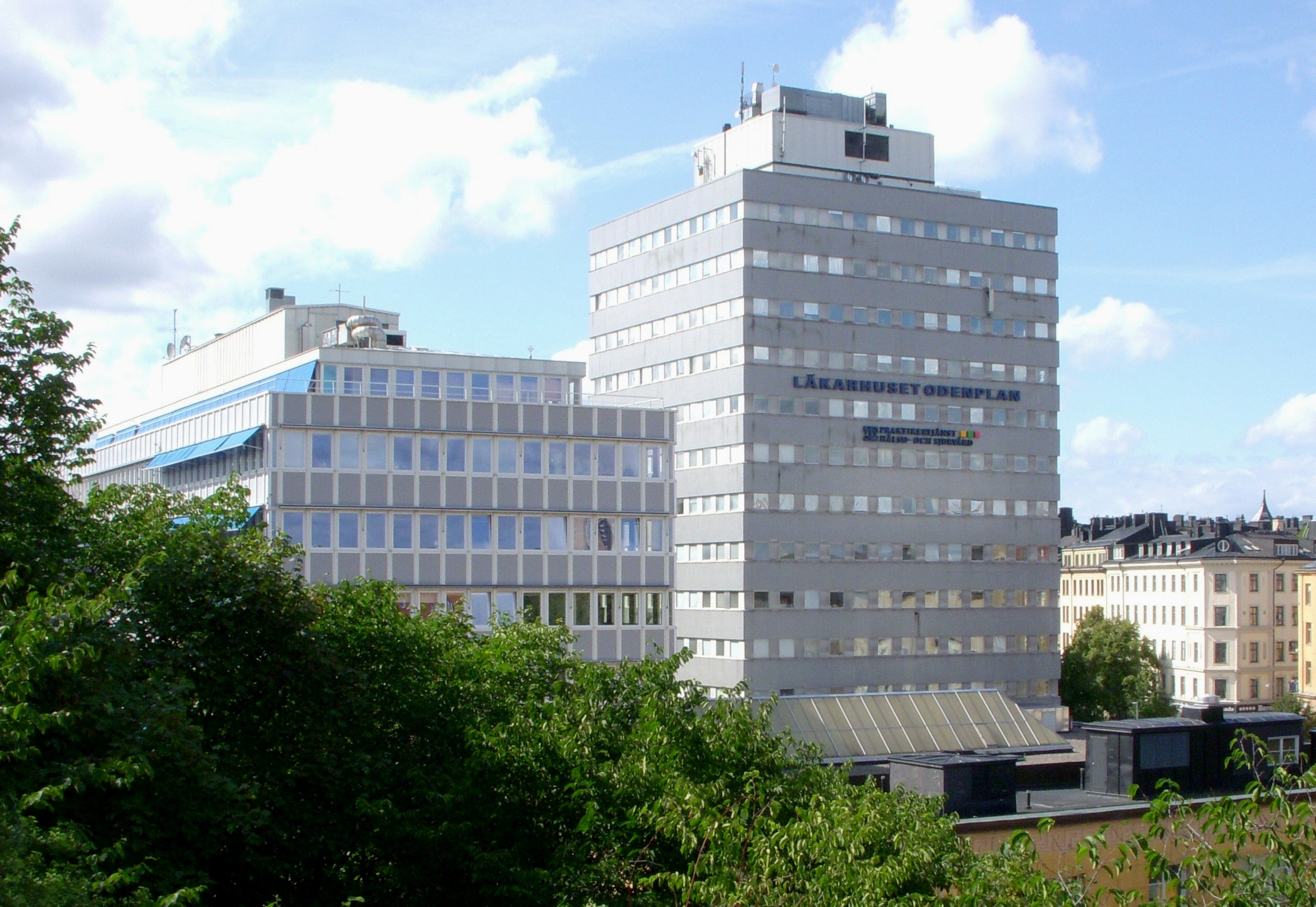
Läkerhuset.
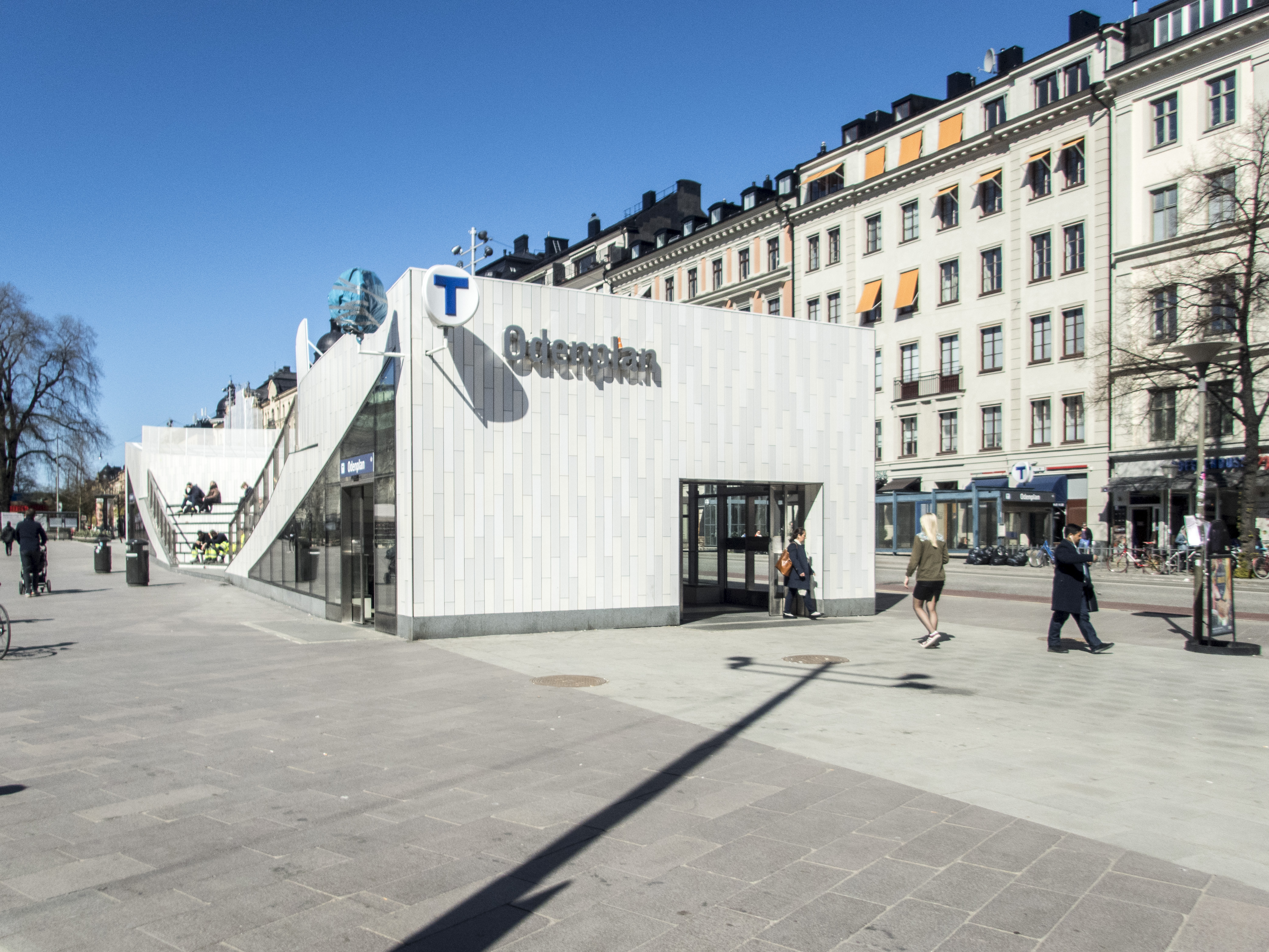
La gare d'Odenplan.
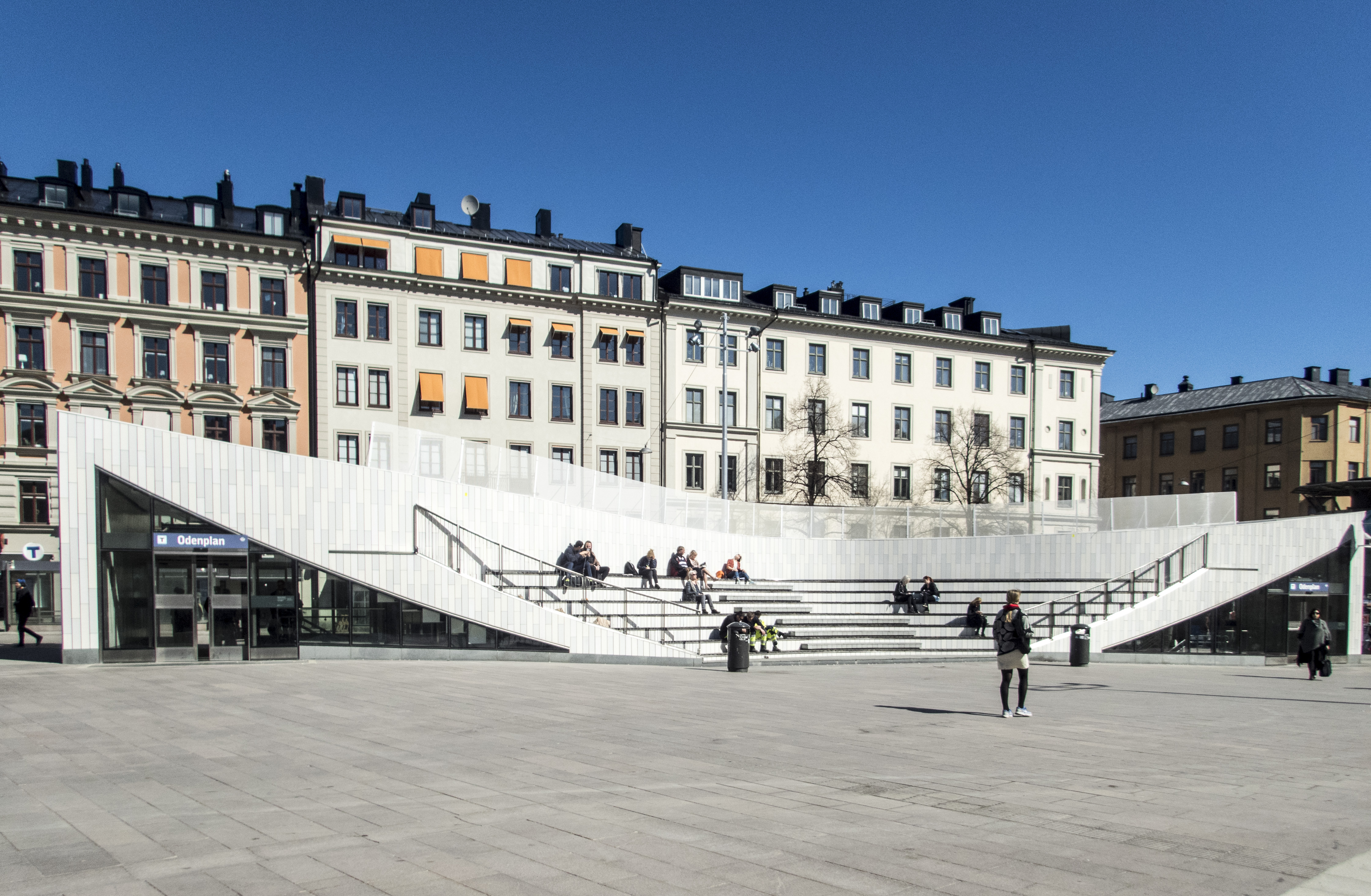
La gare d'Odenplan.
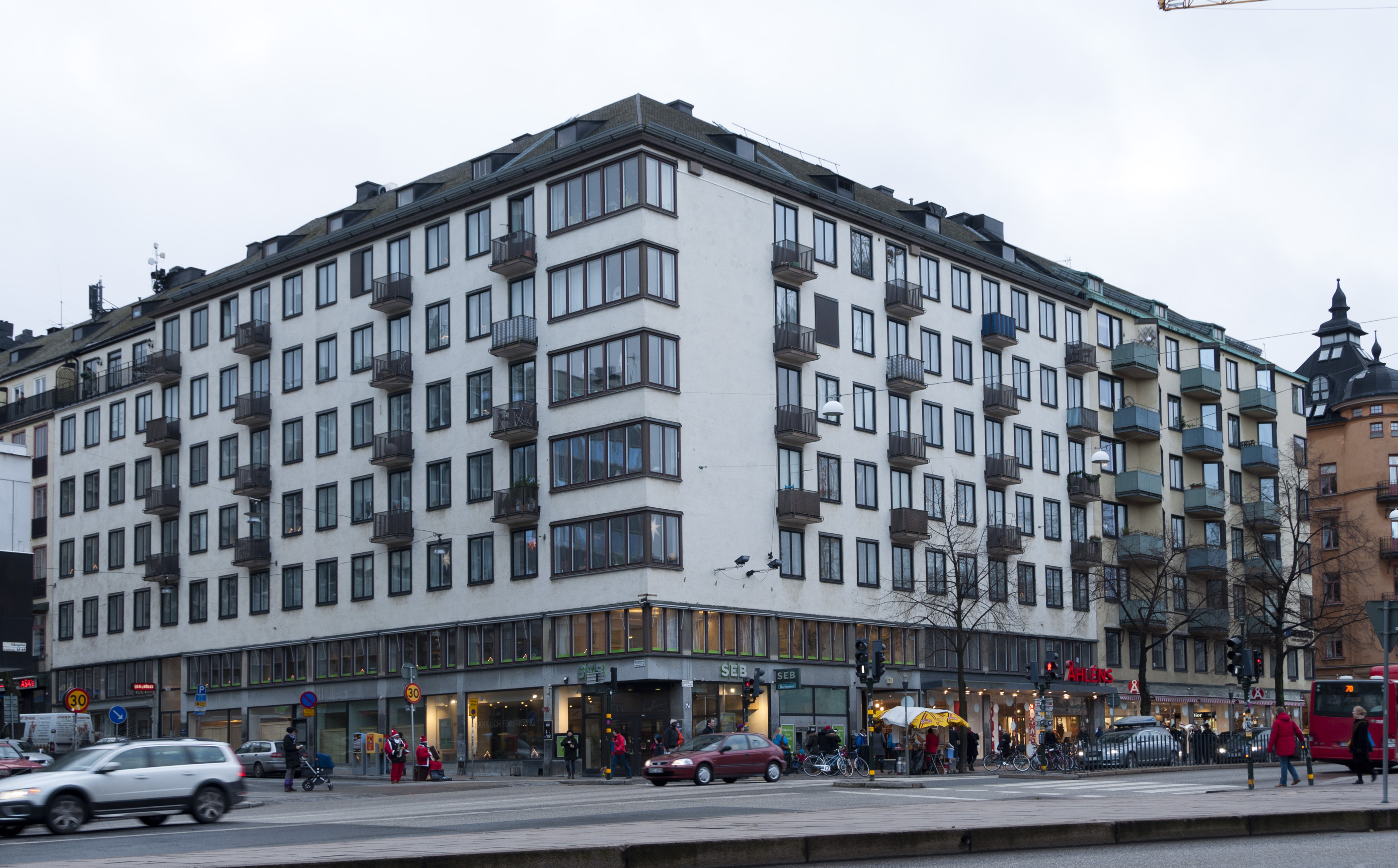
Adlern Mindre 34, Odengatan 71, Nortullsgatan 17.